# Oxidercia amita
Oxidercia amita är en fjärilsart som beskrevs av Felder 1874. Oxidercia amita ingår i släktet Oxidercia och familjen nattflyn. Inga underarter finns listade i Catalogue of Life.